# Rodelen op de Olympische Winterspelen 1972
Rodelen is een van de sporten die beoefend werden tijdens de Olympische Winterspelen 1972 in Sapporo, Japan. 

## Heren
| rang   | sporter(s)            | land | tijd    |
| ------ | --------------------- | ---- | ------- |
| Goud   | Wolfgang Scheidel     | GDR  | 3:27.58 |
| Zilver | Harald Ehrig          | GDR  | 3:28.39 |
| Brons  | Wolfram Fiedler       | GDR  | 3:28.73 |
| 4      | Klaus-Michael Bonsack | GDR  | 3:29.16 |
| 5      | Leonhard Nagenrauft   | FRG  | 3:29.67 |
| 6      | Josef Fendt           | FRG  | 3:30.03 |
| 7      | Manfred Schmid        | AUT  | 3:30.05 |
| 8      | Paul Hildgartner      | ITA  | 3:30.55 |

## Dames
| rang   | sporter(s)           | land | tijd    |
| ------ | -------------------- | ---- | ------- |
| Goud   | Anna-Maria Müller    | GDR  | 2:59.18 |
| Zilver | Ute Rührold          | GDR  | 2:59.49 |
| Brons  | Margit Schumann      | GDR  | 2:59.54 |
| 4      | Elisabeth Demleitner | FRG  | 3:00.80 |
| 5      | Yuko Otaka           | JPN  | 3:00.98 |
| 6      | Halina Kanasz        | POL  | 3:02.33 |
| 6      | Wiesława Martyka     | POL  | 3:02.33 |
| 8      | Sarah Felder         | ITA  | 3:02.90 |

## Dubbel
| rang  | sporter(s)                            | land | tijd    |
| ----- | ------------------------------------- | ---- | ------- |
| Goud  | Paul Hildgartner Walter Plaikner      | ITA  | 1:28.35 |
| Goud  | Horst Hörnlein Reinhard Bredow        | GDR  | 1:28.35 |
| Brons | Klaus-Michael Bonsack Wolfram Fiedler | GDR  | 1:29.16 |
| 4     | Satoru Arai Masatoshi Kobayashi       | JPN  | 1:29.63 |
| 5     | Hans Brandner Balthasar Schwarm       | FRG  | 1:29.66 |
| 5     | Więckowski Mirosław Kubik Wojciech    | POL  | 1:29.66 |
| 7     | Manfred Schmid Ewald Walch            | AUT  | 1:29.75 |
| 8     | Siegfried Mair Ernst Mair             | ITA  | 1:30.26 |

## Medaillespiegel
| rang | land   | goud | zilver | brons | totaal |
| ---- | ------ | ---- | ------ | ----- | ------ |
| 1    | DDR    | 3    | 2      | 3     | 8      |
| 2    | Italië | 1    | 0      | 0     | 1      |
|      |        | 4    | 2      | 3     | 9      |